# Cagayan de Oro
Cagayan de Oro, gọi chính thức là Thành phố Cagayan de Oro, (tiếng Cebu: Dakbayan sa Cagayan de Oro; tiếng Filipino: Lungsod ng Cagayan de Oro), là một "thành phố có mức đô thị hoá cao" tại vùng Bắc Mindanao, Philippines. Theo điều tra nhân khẩu năm 2015, thành phố có 675.950 cư dân, là thành phố đông dân thứ 10 toàn quốc.. Thành phố là thủ phủ của tỉnh Misamis Oriental, song được quản lý độc lập với tỉnh. Thành phố còn là trung tâm cấp vùng và đầu mối kinh doanh của vùng Bắc Mindanao, và là trọng tâm của vùng đô thị Cagayan de Oro đang phát triển.
Thành phố Cagayan de Oro nằm dọc theo bờ biển phía bắc của miền trung đảo Mindanao, bên bờ vịnh Macajalar và giáp với các khu tự quản Opol về phía tây, Tagoloan về phía đông, và các tỉnh Bukidnon và Lanao del Norte về phía nam. Cagayan de Oro nổi tiếng với hoạt động du lịch mạo hiểm đi bè vượt ghềnh thác hay chèo thuyền kayak trên sông Cagayan.

## Lịch sử
Khu vực lần đầu có con người sinh sống trước năm 350-377 AD (thời đại đồ đá mới muộn). Người bản địa cư trú tại một khu định cư có tên gọi sau này là Himologan, cách Cagayan de Oro hiện nay 8 km. Người bản địa theo thuyết vật linh đa thần, có nguồn gốc Nam Đảo cùng với khả năng đi biển tương tự người Bajau. Phong tục của họ có liên hệ mật thiết với Vương quốc Butuan, là nền văn hoá Sri Vijayan (Visayan) và Ấn Độ phong phú. Họ cũng mặc trang phục bộ lạc và truyền thống, quần áo tương tự như ở Bali, Indonesia. Ngoài ra, còn tìm thấy được đồ gốm trong khu vực; người Hoa có lẽ đã đến đây từ thời Tống đến thời Minh.
Năm 1622, các nhà truyền giáo Tây Ban Nha tiếp xúc với người bản địa Himologan và đến năm 1626, Fray Agustín de San Pedro thuyết phục được tù trưởng của Himologan là Datu Salangsang chuyển khu dân cư xuống hạ du sông Cagayan, đến công viên Gaston hiện tại. De San Pedro sau đó củng cố khu dân cư mới nhằm chống lại những tên cướp Sultan Kudarat. Năm 1738, Cagayan de Oro đã nằm trong phạm vi thống trị của Tây Ban Nha một cách chắc chắn. Khi Misamis trở thành một tỉnh vào năm 1818, một trong bốn huyện của tỉnh là Partidos de Cagayan. Năm 1871, "Partidos" trở thành một thị trấn và được xác định làm thủ phủ cố định của Misamis.
Ngày 27 tháng 2 năm 1872, Cagayan trở thành thủ phủ cố định của Segundo Distrito de Misamis. Trong giai đoạn này, tên gọi của thị trấn là Cagayan de Misamis. Năm 1883, thị trấn trở thành trị sở của chính quyền thực dân Tây Ban Nha tại khu vực các tỉnh Misamis Oriental, Misamis Occidental, Bukidnon và Lanao del Norte trên đảo Mindanao. Ngày 10 tháng 1 năm 1899, Cagayan de Misamis gia nhập chính phủ của Emilio Aguinaldo và làm lễ kỷ niệm độc lập từ Tây Ban Nha.

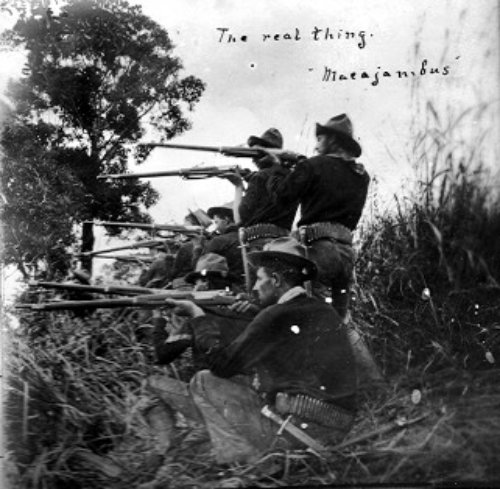
Các binh sĩ Hoa Kỳ tấn công, khoảng thập niên 1900.

Ngày 31 tháng 3 năm 1900, binh sĩ Hoa Kỳ chiếm lĩnh thị trấn Cagayan de Misamis và đến ngày 7 tháng 4 năm 1900, một trận chiến bùng phát tại trung tâm thị trấn dưới quyền lãnh đạo của Tướng Nicolas Capistrano và quân kháng chiến Philippines, kết quả là người Mỹ chiến thắng. Philippines được độc lập vào ngày 4 tháng 7 năm 1946. Sau những năm rối loạn, hoà bình trở lại khiến cho hoạt động kinh tế được bình thường hoá dưới quyền chỉ đạo của Hoa Kỳ. Kết quả là từ một khu vực thuần nông-ngư nghiệp, Cagayan de Oro nổi lên thành một trung tâm thương nghiệp phát đạt.
Ngày 3 tháng 5 năm 1942, các binh sĩ Hoa Kỳ và Philippines chiến đấu chống lại quân Nhật đến từ Panay. Họ không thể kháng cự vì lực lượng Nhật Bản áp đảo về số lượng và được trang bị tốt hơn, và phải rút đến các địa điểm bên ngoài thành phố. Quân Nhật đốt cháy hầu hết thành phố, đóng quân tại Đại học Ateneo De Cagayan, nay là Đại học Xavier. Người Nhật thi hành chính sách tiêu thổ, còn quân du kích Philippines và Hoa Kỳ vẫn chiến đấu trong giai đoạn này. Máy bay của Hoa Kỳ oanh tạc các căn cứ của quân Nhật vào ngày 10 tháng 10 năm 1944. Liên quân Hoa Kỳ và Philippines đổ bộ tại Cagayan de Oro vào ngày 10 tháng 5 năm 1945.
Ngày 15 tháng 6 năm 1950, Tổng thống Elpidio Quirino cấp quy chế thành phố cho Cagayan de Misamis. Động thái này là nhờ các nỗ lực của nghị sĩ Emmanuel Pelaez đại diện cho Cagayan de Oro. Trong giai đoạn thiết quân luật, Cagayan de Oror không tránh khỏi các vụ đánh bom và việc sử dụng cơ chế tàn bạo chống lại những người bất đồng chính kiến. Đến khi thiết quân luật kết thúc, có khoảng hơn một nghìn người dân của thành phố đã từng bị ngược đãi. Cagayan de Oro trở thành một thành phố đô thị hoá cao độ vào ngày 22 tháng 11 năm 1983. Năm 1986, thành phố tham gia Cách mạng Quyền lực Nhân dân bằng các cuộc tuần hành trên đường phố. Khi Marcos bị lật đổ tại Manila, thành phố nằm trong các địa phương ủng hộ việc đưa Corazon Aquino làm tổng thống.
Ngày 16–17 tháng 12 năm 2011, Bão Washi gây ra lũ quét trên phạm vi lớn tại Bắc Mindanao. Tại Cagayan de Oro, hàng trăm người sống gần bờ sông Cagayan de Oro đã thiệt mạng và mất tích. Các quan chức cho biết một số người đã không sơ tán dù được chính quyền cảnh báo.

## Địa lý

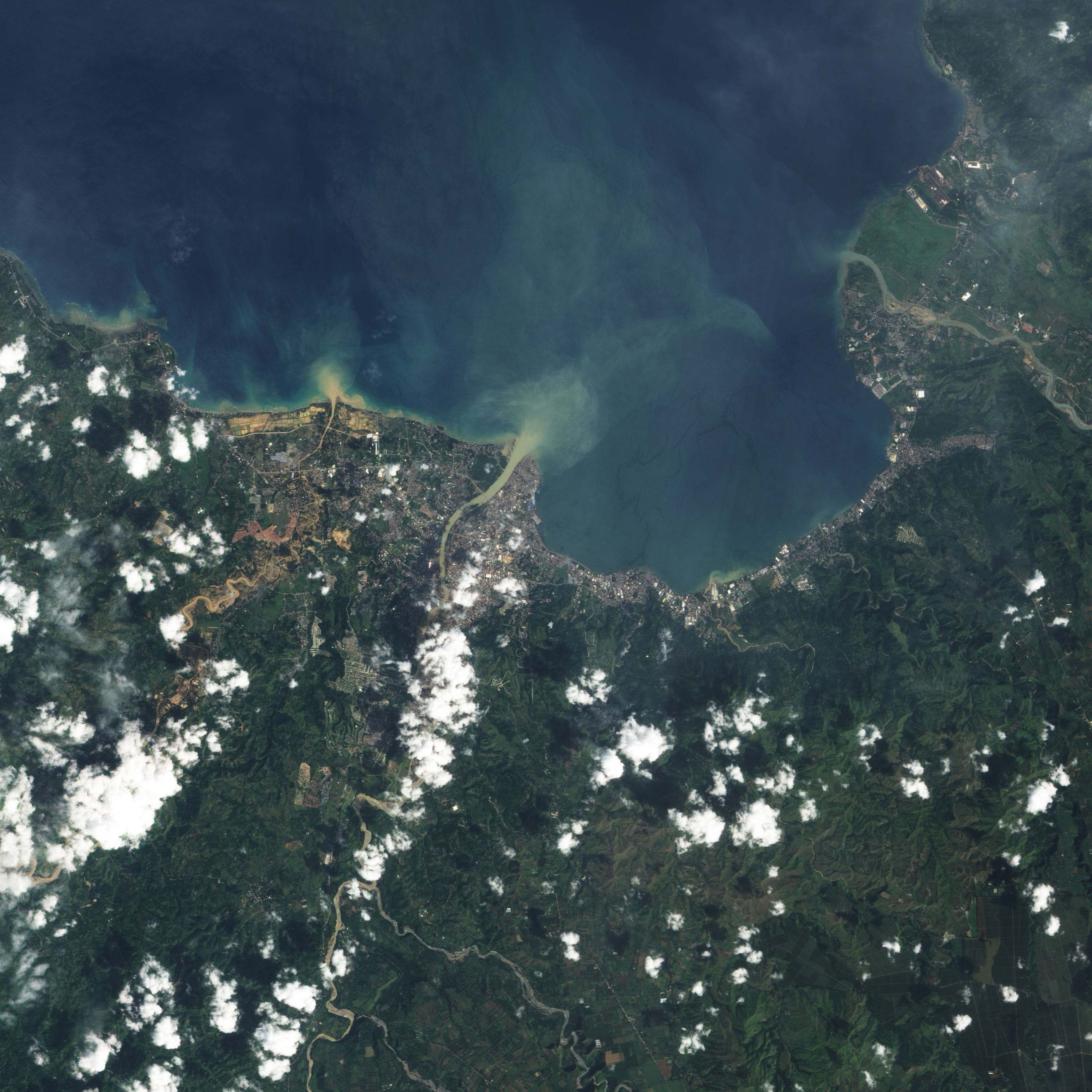
Ảnh vệ tinh của NASA về vịnh Macajalar và vùng đô thị Cagayan de Oro.

Cagayan de Oro nằm dọc theo bờ biển phía bắc của phần trung đảo Mindanao, tức đảo lớn thứ nhì của quần đảo Philippines. Phần phía nam của thành phố giáp với các tỉnh Bukidnon và Lanao del Norte. Khu tự quản Opol nằm ở phía tây thành phố, còn Tagoloan, Misamis Oriental nằm ở phía bắc. Phía bắc thành phố là vịnh Macajala hướng ra biển Bohol.
Diện tích đất liền của thành phố là 488,86 km², chiếm 13,9% diện tích toàn tỉnh Misamis Oriental. Cagayan de Oro có 25 bờ biển và bến cảng trên vịnh Macajalar. 44,7% diện tích của Cagayan de Oro được phân loại là đất nông nghiệp, còn 38,4% diện tích được phân loại là các không gian mở.
Thành phố thường được phân loại và tham chiếu theo các yếu tố địa lý: Khu vực 1 (phía tây sông Cagayan) gồm có 24 barangay và phần lớn là ngoại ô, Khu vực 2 (phía đông sông) gồm có 17 barangay, trong đó có các barangay nội thị là từ 1-40.
Theo hệ thống phân loại khí hậu Köppen, Cagayan de Oro có khí hậu nhiệt đới, nhiệt độ trung bình năm là 28 °C. Trong tháng 6 năm 1998, thành phố ghi nhận nhiệt độ cao kỷ lục là 39 °C. Các tháng khô hạn nhất tại Cagayan de Oro là tháng 3 và tháng 4, còn tháng 8-9 là các tháng mưa nhiều nhất. Mùa mưa kéo dài từ tháng 6 đến tháng 11, và mùa tương đối khô kéo dài từ tháng 12 đến tháng 5. Thành phố nằm ngoài vành đai bão nhiệt đới song chịu ảnh hưởng từ vùng hội tụ liên nhiệt đới.
| Dữ liệu khí hậu của Cagayan de Oro, Philippines | Dữ liệu khí hậu của Cagayan de Oro, Philippines | Dữ liệu khí hậu của Cagayan de Oro, Philippines | Dữ liệu khí hậu của Cagayan de Oro, Philippines | Dữ liệu khí hậu của Cagayan de Oro, Philippines | Dữ liệu khí hậu của Cagayan de Oro, Philippines | Dữ liệu khí hậu của Cagayan de Oro, Philippines | Dữ liệu khí hậu của Cagayan de Oro, Philippines | Dữ liệu khí hậu của Cagayan de Oro, Philippines | Dữ liệu khí hậu của Cagayan de Oro, Philippines | Dữ liệu khí hậu của Cagayan de Oro, Philippines | Dữ liệu khí hậu của Cagayan de Oro, Philippines | Dữ liệu khí hậu của Cagayan de Oro, Philippines | Dữ liệu khí hậu của Cagayan de Oro, Philippines |
| Tháng                                           | 1                                               | 2                                               | 3                                               | 4                                               | 5                                               | 6                                               | 7                                               | 8                                               | 9                                               | 10                                              | 11                                              | 12                                              | Năm                                             |
| ----------------------------------------------- | ----------------------------------------------- | ----------------------------------------------- | ----------------------------------------------- | ----------------------------------------------- | ----------------------------------------------- | ----------------------------------------------- | ----------------------------------------------- | ----------------------------------------------- | ----------------------------------------------- | ----------------------------------------------- | ----------------------------------------------- | ----------------------------------------------- | ----------------------------------------------- |
| Cao kỉ lục °C (°F)                              | 37 (99)                                         | 38 (100)                                        | 38 (100)                                        | 38 (100)                                        | 38 (100)                                        | 39 (102)                                        | 37 (99)                                         | 37 (99)                                         | 36 (97)                                         | 37 (99)                                         | 38 (100)                                        | 37 (99)                                         | 39 (102)                                        |
| Trung bình ngày tối đa °C (°F)                  | 30 (86)                                         | 30 (86)                                         | 31 (88)                                         | 32 (90)                                         | 32 (90)                                         | 32 (90)                                         | 31 (88)                                         | 32 (90)                                         | 31 (88)                                         | 31 (88)                                         | 31 (88)                                         | 30 (86)                                         | 31 (88)                                         |
| Trung bình ngày °C (°F)                         | 27 (81)                                         | 27 (81)                                         | 27 (81)                                         | 28 (82)                                         | 29 (84)                                         | 28 (82)                                         | 28 (82)                                         | 28 (82)                                         | 28 (82)                                         | 28 (82)                                         | 27 (81)                                         | 27 (81)                                         | 28 (82)                                         |
| Tối thiểu trung bình ngày °C (°F)               | 23 (73)                                         | 23 (73)                                         | 23 (73)                                         | 25 (77)                                         | 25 (77)                                         | 25 (77)                                         | 24 (75)                                         | 24 (75)                                         | 24 (75)                                         | 24 (75)                                         | 24 (75)                                         | 23 (73)                                         | 24 (75)                                         |
| Thấp kỉ lục °C (°F)                             | 17 (63)                                         | 17 (63)                                         | 18 (64)                                         | 20 (68)                                         | 22 (72)                                         | 18 (64)                                         | 17 (63)                                         | 21 (70)                                         | 22 (72)                                         | 18 (64)                                         | 20 (68)                                         | 18 (64)                                         | 17 (63)                                         |
| Số ngày mưa trung bình                          | 10                                              | 7                                               | 6                                               | 6                                               | 8                                               | 13                                              | 14                                              | 14                                              | 15                                              | 15                                              | 11                                              | 11                                              | 130                                             |
| Nguồn: Weatherbase                              |                                                 |                                                 |                                                 |                                                 |                                                 |                                                 |                                                 |                                                 |                                                 |                                                 |                                                 |                                                 |                                                 |

## Nhân khẩu
Theo điều tra vào năm 2015, Cagayan de Oro có 675.950 cư dân, là thành phố đông dân thứ 10 tại Philippines, và đông dân thứ 3 tại Mindanao.
Khoảng 44% nhân khẩu tại Cagayan de Oro tự phân loại là người lai giữa các dân tộc, 22,15% là người Cebu, 4,38% là người Bohol, còn 28,07% thuộc các dân tộc khác. (điều tra năm 2000).
Công giáo La Mã là tôn giáo chi phối trong thành phố, là đức tin của gần 70% cư dân địa phương. Trong số các giáo phái Cơ Đốc khác, có Giáo hội Cơ Đốc Phục Lâm, Iglesia ni Cristo, Giáo hội Độc lập Philippines. Tổng giáo phận Cagayan de Oro gồm địa bàn ba tỉnh Misamis Oriental, Bukidnon, Camiguin và toàn bộ vùng Caraga. Tin Lành bắt đầu được truyền vào thành phố vào năm 1916, song số lượng tín đồ phát triển trong các thập niên gần đây. Hồi giáo chủ yếu là tín đồ của những người định cư Maranao và các thành viên Hồi giáo Balik. Đa số người Hoa tại địa phương tin theo Phật giáo và Đạo giáo.
Tiếng Cebu Mindanao là ngôn ngữ nói chủ yếu trong thành phố. Tiếng Tagalog (tiếng Filipino) có vai trò là ngôn ngữ thứ hai tại đây, còn tiếng Anh phần lớn được sử dụng trong kinh doanh và học thuật. Tiếng Maranao được nói rộng rãi trong cộng đồng người Maranao tại thành phố.

## Kinh tế
Cagayan de Oro là trung tâm cấp vùng và là đầu mối hậu cần và kinh doanh của Bắc Mindanao. Kinh tế thành phố phần lớn dựa vào công nghiệp, thương nghiệp, mậu dịch, dịch vụ và du lịch. Đầu tư tại thành phố chủ yếu là vào các khu mua sắm, khách sạn cao tầng, chung cư và trung tâm hội nghị.
Cagayan de Oro có hạ tầng nhập dầu trị giá nhiều tỷ peso của Pilipinas Shell Petroleum Corporation, được mệnh danh là hạ tầng nhập khẩu Bắc Mindanao (NMIF). Năm 2012, USAID lựa chọn Cagayan de Oro là một trong ba khu vực thí điểm tại Philippines trong chương trình Sáng tạo phát triển thành phố. Mục đích của kế hoạch là nhằm giúp các thành phố lập kế hoạch tốt hơn, tạo ra môi trường kinh doanh thu hút và cạnh tranh hơn, liên kết các trung tâm đô thị và nông thôn để có thêm nhiều công dân được hưởng lợi ích từ hoạt động kinh tế, cung ứng đầy đủ về y tế và các dịch vụ xã hội cơ bản khác.
Cagayan de Oro có mặt nhiều công ty đa quốc gia như Del Monte, Nestle, Liwayway Marketing Corporation (với thương hiệu Oishi), Unipace Corporation, Philip Morris Fortune Tobacco Inc. (PMFTC), Madison Shopping and Supervalue, Inc. (điều hành toàn bộ SM Mall và Savemore Supermarket). Cagayan de Oro có chi nhánh Cagayan de Oro của Bangko Sentral ng Pilipinas (Ngân hàng Trung ương Philippines). Cagayan de Oro được mệnh danh là đầu mối ô tô tại Mindanao do các hãng xe thành lập đại lý tại thành phố, và hầu hết nhà trưng bày nằm dọc đường Iligan-Cagayan de Oro-Butuan. Các công ty quốc gia và quốc tế xây dựng nhiều khách sạn và chung cư cao tầng tại Cagayan de Oro.
Các khu mua sắm, đại siêu thị, cửa hàng bách hoá, cửa hàng tiện lợi 24 giờ cung cấp các sản phẩm địa phương và nhập khẩu. Chủ của các cửa hàng có thể là người địa phương, người từ các tỉnh khác hoặc là doanh nhân Trung Quốc, Đài Loan, Hàn Quốc. Ngành thuê ngoài quy trình kinh doanh (BPO) tại Cagayan de Oro đang bùng nổ do nguồn cung nhân lực dồi dào, cùng với hạ tầng sẵn có về y tế, nghiên cứu, giáo dục và viễn thông hiện đại. Sự gia tăng các công ty BPO trong thành phố dẫn đến việc có các toà nhà và khu mới được dành riêng cho các trung tâm liên lạc.

## Hạ tầng
Cagayan de Oro là một cửa ngõ của Bắc Mindanao cũng như của toàn đảo Mindnao, thành phố có giao thông đường bộ, đường không và đường thủy. Các hệ thống giao thông công cộng chính trong thành phố là taxi, jeepney, xe ba bánh trong Poblacion. Ngoài ra, còn có taxi đường sông sử dụng sông Cagayan de Oro để phục vụ người địa phương và du khách.
Cảng Cagayan de Oro tại Macabalan nằm gần cửa sông Cagayan de Oro, có chỗ thả neo sâu 18 m. Đây là hải cảng quốc tế và nội địa lớn nhất tại Mindanao. Cảng Cagayan de Oro chuyên chở 1,399 triệu tấn hàng hoá trong quý đầu của năm 2016, đứng thứ ba toàn quốc sau hai cảng tại khu vực Manila. Cảng Cagayan de Oro (Cảng Macabalan) phục vụ các chuyến đi định kỳ đến Metro Manila, Cebu, Tagbilaran, Bacolod, Dumaguete, Iloilo và Jagna.
Sân bay Laguindingan (CGY) của Cagayan de Oro có các chuyến bay nội địa liên kết với Manila, Cebu, Iloilo, Davao, Bacolod, Zamboanga, Dumaguete, Tagbilaran, và Clark tại Angeles. Sân bay nằm trên địa điểm có diện tích hơn 4 km² tại Barangay Moog, Laguindingan, Misamis Oriental, cách 46 km về phía tây bắc của Cagayan de Oro. Sân bay được khánh thành vào năm 2006 bởi Tổng thống Gloria Macapagal-Arroyo, bà tán thành ý tưởng về một sân bay quốc tế dọc theo hành lang Cagayan de Oro-Iligan,.
Thành phố có hai bến xe khách là bến xe khách tích hợp hướng đông, còn gọi là Market City, và bến xe khách tích hợp hướng tây, còn gọi là bến xe Jeepney. Bến xe hướng đông có các chuyến xe định kỳ đến các khu tự quản phía đông của Misamis Oriental và phần phía đông của Mindanao như Balingoan và Gingoog, miền trung và miền nam Mindanao. Bến xe hướng tây có các chuyến đi định kỳ đến các khu tự quản phía tây của Misamis Oriental hay miền tây của đảo Mindanao như Iligan, Marawi, Zamboanga.
Thành phố có bốn đại học/cao đẳng tư nhân lớn: Đại học Capitol, Đại học Liceo de Cagayan, Cao đẳng Lourdes Cagayan de Oro, và Đại học Xavier – Ateneo de Cagayan. Đại học Khoa học và Kỹ thuật Nam Philippines là trường đại học công lập duy nhất trong thành phố.

## Thành phố kết nghĩa
Cagayan de Oro có các quan hệ kết nghĩa trên toàn cầu.
- Lawndale, Hoa Kỳ (1986)[22][23]
- Đài Nam, Đài Loan(2005)[24]
- Cáp Nhĩ Tân, Trung Quốc (2007)[25]
- Norfolk, Hoa Kỳ (2008)[26]
- Gwangyang, Hàn Quốc[27]
- Quezon, Philippines[28]
- Surigao, Philippines (1984)